# Dimitrij Kotschnew
Dmitri Alexandrowitsch Kotschnew (russisch Дмитрий Александрович Кочнев, wiss. Transliteration Dmitrij Aleksandrovič Kočnev; * 15. Juli 1981 in Karaganda, Kasachische SSR, UdSSR) ist ein ehemaliger deutsch-russischer Eishockeytorwart, der unter anderem für die Iserlohn Roosters, Nürnberg Ice Tigers und Hamburg Freezers in der Deutschen Eishockey Liga (DEL) spielte.

## Karriere
Dimitrij Kotschnew begann im Alter von sieben Jahren mit dem Eishockeyspiel bei Awtomobilist Karaganda in seiner Heimat Kasachstan. Zwei Jahre später zog seine Familie nach Deutschland, da seine Mutter deutscher Herkunft ist.
2001 wechselte der Sohn eines Bäckers von den Hamburg Crocodiles zu den Iserlohn Roosters in die DEL, wo seine Profikarriere begann. Schon in seiner Premierensaison avancierte er eine Zeit lang zur Nummer eins der Sauerländer. In der Saison 2002/03 hatte er gegen Jimmy Waite jedoch keine Chance auf viele Einsätze, so dass er oft per Förderlizenz beim EHC Straubing spielte. 2003/04 wechselte er sich, wieder bei den Roosters, meist mit Mike Fountain zwischen den Pfosten ab. Dabei hatte er in den ersten Spielen kaum Eiszeit und erst als Doug Mason an den Seilersee kam, bekam auch Kotschnew eine Chance.
In der Spielzeit 2004/05 war der Fan-Liebling dann erstmals Stammtorhüter der Roosters. Die Saison beendete Kotschnew mit einer Förderlizenz beim Zweitligisten EV Duisburg, für die er in den Play-offs eine große Hilfe zum Aufstieg war. Auch in der Saison 2005/06 war er Stamm-Goalie vor Leonardo Conti, hatte seit Anfang 2006 durch die Verpflichtung von Rich Parent aber eine ungleich schwerere Position. Im Laufe der Saison 2006/07 verpflichteten die Roosters mit Petr Franěk wiederum einen ausländischen Torwart, woraufhin sich beide als „Starting Goalie“ abwechselten.
In der Saison 2007/08 hatte Kotschnew einen Vertrag bei den Nürnberg Ice Tigers. Am Ende der Hauptrunde war er der statistisch beste Torhüter der Liga. Travis Scott hatte zwar einen niedrigeren Gegentorschnitt und eine höhere Fangquote, bestritt allerdings nur die Hälfte der Spielzeit.
Zur Saison 2008/09 unterschrieb er einen Vertrag über zwei Jahre beim HK Spartak Moskau aus der neugegründeten Kontinentalen Hockey-Liga. Da er neben einem deutschen auch über einen russischen Pass verfügt, zählt er in der KHL nicht zum Ausländerkontingent. Nachdem Kotschnew fast die gesamte Vorbereitung der Saison 2008/09 als Stammgoalie absolviert hatte, verletzte er sich kurz vor dem ersten Saisonspiel, sodass er erst Anfang Dezember zu seinem Debüt in der KHL kam. Anschließend zeigte er hervorragende Leistungen und führte sein Team in die Play-offs, in denen man bis ins Viertelfinale kam.
Die Saison 2010/11 verbrachte er bei Lokomotive Jaroslawl, ehe er 2011 zu Atlant Mytischtschi wechselte. Von dort aus wechselte er im Sommer 2012 zu den Hamburg Freezers. Im Mai 2016 gaben die Freezers bekannt, keinen Lizenzantrag für die DEL-Saison 2016/17 einzureichen, damit wurden Kotschnew und alle seine Mannschaftskollegen vereinslos. Er beendete daraufhin seine Karriere.

### International
Nachdem Kotschnew in der Saison 2004/05 erstmals in den Kader der deutschen Nationalmannschaft berufen worden war, dauerte es noch bis 2007, dass sein Debüt bei einer Weltmeisterschaft feiern konnte. Im ersten Spiel des Turniers stand er gegen Kanada auf dem Eis. In der Zwischenrunde kam Kotschnew gegen Tschechien zum Einsatz. Ihm gelang dabei sein erster Shut-out im Trikot der Nationalmannschaft und er legte damit den Grundstein für den ersten WM-Sieg gegen den Nachbarn und Vize-Weltmeister seit 21 Jahren.
Bei der Weltmeisterschaft 2008 war er dritter Torhüter hinter Robert Müller und Dimitri Pätzold. Kotschnew kam zu einem Einsatz gegen Kanada, bei dem er allerdings nach dem ersten Drittel durch Müller ersetzt wurde. Bei der Weltmeisterschaft 2009 gehörte er zum Kader, blieb aber ohne Einsatz. 2010 stand er bei einem und 2012 bei zwei weiteren WM-Partien zwischen den Pfosten.
Insgesamt bestritt Kotschnew 79 Partien im DEB-Trikot. 2014 erklärte er seinen Rücktritt aus der Nationalmannschaft.

## Erfolge und Auszeichnungen
- 2005 Iserlohns Sportler des Jahres
- 2007 Teilnahme am DEL All-Star Game
- 2008 Teilnahme am DEL All-Star Game (verletzungsbedingte Absage)
- 2008 Bester Torhüter der DEL
- 2009 KHL-Torwart des Monats Februar

## Karrierestatistik
(Legende zur Torhüterstatistik: GP oder Sp = Spiele insgesamt; W oder S = Siege; L oder N = Niederlagen; T oder U oder OT = Unentschieden oder Overtime- bzw. Shootout-Niederlage; Min. = Minuten; SOG oder SaT = Schüsse aufs Tor; GA oder GT = Gegentore; SO = Shutouts; GAA oder GTS = Gegentorschnitt; Sv% oder SVS% = Fangquote; EN = Empty Net Goal; 1 Play-downs/Relegation; Kursiv: Statistik nicht vollständig)